# Лейквуд (Колорадо)
Лейквуд (англ. Lakewood) — місто (англ. city) в США, в окрузі Джефферсон штату Колорадо. Населення — 155 984 особи (2020).

## Географія
Лейквуд розташований за координатами 39°41′56″ пн. ш. 105°7′3″ зх. д. / 39.69889° пн. ш. 105.11750° зх. д. (39.698942, -105.117551).  За даними Бюро перепису населення США в 2010 році місто мало площу 114,12 км², з яких 111,06 км² — суходіл та 3,06 км² — водойми.

### Клімат
| Клімат : Лейквуд        | Клімат : Лейквуд | Клімат : Лейквуд | Клімат : Лейквуд | Клімат : Лейквуд | Клімат : Лейквуд | Клімат : Лейквуд | Клімат : Лейквуд | Клімат : Лейквуд | Клімат : Лейквуд | Клімат : Лейквуд | Клімат : Лейквуд | Клімат : Лейквуд | Клімат : Лейквуд |
| Показник                | Січ.             | Лют.             | Бер.             | Квіт.            | Трав.            | Черв.            | Лип.             | Серп.            | Вер.             | Жовт.            | Лист.            | Груд.            | Рік              |
| Абсолютний максимум, °C | 22,2             | 23,3             | 28,9             | 30,0             | 34,4             | 40,0             | 38,3             | 37,8             | 35,6             | 31,7             | 31,1             | 23,3             | 40,0             |
| Середній максимум, °C   | 6,4              | 8,2              | 11,4             | 14,9             | 20,2             | 26,4             | 29,9             | 28,8             | 24,2             | 18,1             | 10,6             | 7,1              | 17,2             |
| Середній мінімум, °C    | −10,7            | −8,9             | −5,6             | −1,3             | 4,0              | 9,4              | 12,6             | 11,5             | 6,1              | 0,1              | −6,1             | −9,9             | 0,1              |
| Абсолютний мінімум, °C  | −32,2            | −30,6            | −23,9            | −18,3            | −11,1            | −2,8             | 2,8              | 5,0              | −8,9             | −15              | −20,6            | −31,7            | −32,2            |
| Норма опадів, мм        | 12               | 12               | 35               | 53               | 66               | 55               | 47               | 46               | 37               | 26               | 29               | 15               | 433              |
| ----------------------- | ---------------- | ---------------- | ---------------- | ---------------- | ---------------- | ---------------- | ---------------- | ---------------- | ---------------- | ---------------- | ---------------- | ---------------- | ---------------- |
| Джерело:                |                  |                  |                  |                  |                  |                  |                  |                  |                  |                  |                  |                  |                  |

## Демографія
Згідно з переписом 2010 року, у місті мешкало 142 980 осіб у 61 986 домогосподарствах у складі 35 882 родин. Густота населення становила 1253 особи/км².  Було 65758 помешкань (576/км²).
Расовий склад населення:
| - 82,9 % — білих - 3,1 % — азіатів - 1,6 % — чорних або афроамериканців - 1,4 % — корінних американців - 0,1 % — вихідців з тихоокеанських островів - 7,7 % — осіб інших рас |

До двох чи більше рас належало 3,3 %. Частка іспаномовних становила 22,0 % від усіх жителів.
За віковим діапазоном населення розподілялося таким чином: 20,8 % — особи молодші 18 років, 64,7 % — особи у віці 18—64 років, 14,5 % — особи у віці 65 років та старші. Медіана віку мешканця становила 39,2 року. На 100 осіб жіночої статі у місті припадало 95,7 чоловіків;  на 100 жінок у віці від 18 років та старших — 93,1 чоловіків також старших 18 років.
Середній дохід на одне домашнє господарство  становив 73 113 долари США (медіана — 56 954), а середній дохід на одну сім'ю — 87 403 долари (медіана — 70 510). Медіана доходів становила 47 003 долари для чоловіків та 42 670 доларів для жінок. За межею бідності перебувало 11,9 % осіб, у тому числі 19,2 % дітей у віці до 18 років та 5,8 % осіб у віці 65 років та старших.
Цивільне працевлаштоване населення становило 77 818 осіб. Основні галузі зайнятості: освіта, охорона здоров'я та соціальна допомога — 19,4 %, науковці, спеціалісти, менеджери — 13,2 %, роздрібна торгівля — 12,0 %, мистецтво, розваги та відпочинок — 10,9 %.